# Габрилович, Николай Евгеньевич
Николай Евгеньевич Габрилович (1865—1941) — русский и советский врач-гомеопат.

## Биография
Родился 15 февраля 1865 года в Поневеже, в семье врача (акушера-гинеколога и гомеопата) Евгения Осиповича (Айзика Иосифовича) Габриловича (1837—1918), иудейского вероисповедания, уроженца Россиен Ковенской губернии и выпускника Санкт-Петербургской медико-хирургической академии (зачислен в 1860 году), автора книги «Холера, её происхождение, причины и лечение» (СПб, 1890). Дед, Иосиф Берлович Габрилович (1802—?), уроженец Россиен и выпускник Санкт-Петербургской медико-хирургической академии, был провизором и купцом 3-й гильдии.
В 1871 году семья Габриловичей переехала в Санкт-Петербург, куда Евгений Габрилович был командирован ковенским губернатором. Здесь он специализировался в акушерстве, получив в 1873 году звание акушера. А в 1881 году он впервые познакомился с гомеопатией, и был удивлён результатами её действия. В 1883 году отец Николая отправился в Будапешт к профессору Теодору Бакоди (1825—1911), у которого учился на единственной в то время в Европе кафедре гомеопатии при Будапештском университете. Затем он работал в гомеопатической клинике в Берлине, а в Санкт-Петербурге вступил в Общество врачей-гомеопатов, членом которого также был доктор Лев Бразоль.
Окончил Санкт-Петербургскую классическую гимназию и в 1884 году поступил в Императорскую Военно-медицинскую академию, которую окончил в 1890 году. Затем специализировался в офтальмологии, став слушателем по глазным болезням в Клиническом институте. Здесь у него, под влиянием отца, тоже проявился интерес к гомеопатии. В 1892—1894 годах он работал в Институте экспериментальной медицины, где в 1893 году защитил научную работу «Об анатомической натуре стекловидного тела», став доктором медицины. В 1894 году Николай Габрилович вступил в Санкт-Петербургское общество врачей-гомеопатов — с этого момента вся его жизнь была связана с гомеопатией.
Сначала Габрилович работал при поликлинике общества, с 1906 года — в гомеопатической больнице имени Александра II, открытой в 1898 году Санкт-Петербургском обществом последователей гомеопатии, которую возглавлял Павел Соловьёв (1854—1911). С 1912 года Габрилович заведовал мужским отделением больницы, а с весны 1917 года он возглавил больницу и общество врачей-гомеопатов. После Октябрьской революции, в апреле 1918 года, большевики забрали больницу у гомеопатов и передали её петроградским рентгенологам. В этом же году прекратило своё существование общество врачей-гомеопатов.
В годы Гражданской войны Николай Габрилович сменил много мест работы, и только в начале 1920 года он возвратился к гомеопатической практике. В 1923 году он принял участие в воссоздании в стране общества врачей-гомеопатов; с 1923 по 1926 оды возглавлял Ленинградское общество врачей-гомеопатов). В 1928, 1932 и 1936 годах Габрилович избирался вице-президентом Международной гомеопатической лиги, однако, побывать на конгрессах Лиги ему не удалось из-за позиции советской власти к гомеопатии. Осенью 1937 года, когда в очередной раз решалась судьба гомеопатии в СССР, Н. Е. Габрилович вместе с другими гомеопатами страны, принимал участие в заседаниях Учёного Медицинского Совета при Наркомздраве СССР, доказывая право гомеопатии на существование. И гомеопатия в СССР уцелела.
В 1932 году умерла первая жена Габриловича — Ольга Сергеевна, с которой он прожил много лет. Вскоре он снова женился, но этот брак оказался недолгим из-за его смерти.
Умер Н. Е. Габрилович 27 мая 1941 года в Москве, куда он приехал читать лекции о гомеопатии. Был похоронен на Шуваловском кладбище Ленинграда. Оставшиеся после смерти Габриловича документы были сохранены его вдовой — Л. Е. Габрилович-Масловой (1894—1985), и переданы в феврале 1990 года в Государственный архив Российской Федерации её сыном — С. Масловым. Архив Н. Габриловича содержит 355 документов.
Николай Габрилович был дружен с Николаем Дмитриевичем Зелинским.

## Документы и материалы
В ГАРФ сохранились рукописи Н. Е. Габриловича: «История гомеопатии в России» для международного гомеопатического сборника, лекции студентам 1-го Ленинградского медицинского института «О возможностях гомеопатии как одного из методов лекарственного лечения», доклад на собрании С.-Петербургского общества врачей-гомеопатов 15 декабря 1896 г. в честь 100-летия гомеопатии, доклад на X Международном гомеопатическом конгрессе в Париже (25-29 июля 1932), доклад в научно-фармацевтической комиссии Наркомздрава РСФСР против закрытия гомеопатических аптек, в Московских и Ленинградских домах ученых и писателей, на заседаниях Ленинградского общества врачей-гомеопатов и Всесоюзного института экспериментальной медицины, в том числе «Проект организации Научно-практического института индивидуальной патологии и. индивидуальной терапии» с отзывом академика А. Д. Сперанского (1937—1938); списки научных работ Н. Е. Габриловича.
Н. Е. Габрилович переписывался с президентами Международной гомеопатической лиги, с отечественными и иностранными врачами, врачами-гомеопатами, профессорами Н. Н. Бурденко, И. Н. Введенским, Н. Д. Зелинским, М. Д. Ильиным, академиком А. Д. Сперанским, доктором медицины А. Ф. Флемингом, А. И. Орбели, президентом Американского института гомеопатии С.Смитом (1937) о проблемах гомеопатии, о положении гомеопатии в отечественном здравоохранении.

## Семья
- Брат и сёстры — Леонид Евгеньевич Габрилович, литературный критик и публицист, публиковавшийся под псевдонимом «Леон Галич»; Ольга Евгеньевна Габрилович (1879—?), первая женщина магистр фармации в России (1906)[6], с 1925 года во Франции; Софья Евгеньевна Габрилович (?—1927), врач-гинеколог в Петербурге, с 1918 года во Франции.
- Двоюродные братья — Артур Соломонович Габрилович (1867—?), присяжный поверенный и музыкальный критик, с 1895 года издавал «Музыкальный календарь»; Григорий Семёнович Габрилович (1863—?), музыкальный критик, издавал еженедельную музыкальную газету «Russlands Musik-Zeitung» (1894—1895), доверенный Санкт-Петербургско-Азовского коммерческого банка[7]; Осип Соломонович Габрилович, пианист и дирижёр; Иван Григорьевич Габрилович, врач; Осип Густавович Габрилович (1871—1946), магистр фармации (его сын — Евгений Иосифович Габрилович, писатель и драматург); Леонард Леонович (Лейбович) Габрилович (1868—1914), провизор и купец 1-й гильдии (вместе со старшим братом Максом Леоновичем Габриловичем, магистром фармации, владел Николаевской аптекой на улице Марата в Санкт-Петербурге)[8]; Борис Матвеевич Шаскольский, провизор и купец 2-й гильдии[9].
- Дядя — Густав Осипович (Герман Осипович, Гирш Иосифович) Габрилович, доктор фармации, владелец аптек в Ковно, Минске и Петровской аптеки в доме Коровина в Москве.